# Chamonixia mucosa
Chamonixia mucosa är en svampart som först beskrevs av Petri, och fick sitt nu gällande namn av Corner & Hawker 1953. Chamonixia mucosa ingår i släktet Chamonixia och familjen Boletaceae.   Inga underarter finns listade i Catalogue of Life.